# عباس بوعذار
عباس بوعذار (زادهٔ ۱۷ تیر ۱۳۷۱ اهواز) بازیکن فوتبال ایرانی است که در پست هافبک برای باشگاه فوتبال پارس جنوبی جم بازی می‌کند. وی سابقه بازی در باشگاه‌هایی چون باشگاه فوتبال نفت مسجدسلیمان، استقلال اهواز، نفت تهران و فجرسپاسی را دارد.

## زندگی
وی ۱۷ تیر ۱۳۷۱ در شهر اهواز، خوزستان به دنیا آمد. بوعذار فوتبال را از کودکی در زمین‌های خاکی آغاز کرده و نخستین تیم حرفه‌ای که در آن بازی کرد، تیم جوانان شاهین اهواز در سال ۱۳۸۵ بود. وی در تیم‌هایی چون استقلال اهواز و نفت تهران و استقلال خوزستان و فجر سپاسی شیراز و فولاد خوزستان به میدان رفته است.

## در رسانه‌های اجتماعی
علی دایی مربی و بازیکن پیشین فوتبال ایرانی، در یک کنفرانس خبری از بازیکن تیم خود، عباس بوعذار، نام برد که به اشتباه از سوی داور مسابقه «محمدی» نامیده شده است. پخش این سخنان دایی در شبکه‌های اجتماعی، باعث واکنش‌های طنزآمیز کاربران ایرانی به اشتباه داور و سخنان دایی شد و او را تبدیل به یک میم اینترنتی کرد.